# Slezské Předměstí
Slezské Předměstí (niem. Schlesische Vorstadt) – część miasta ustawowego Hradec Králové. Znajduje się w północno-wschodniej części miasta. Mieszka tutaj na stałe około 10 000 osób.